# Nguyễn Nhân Chiến
Nguyễn Nhân Chiến (sinh 1960) là một chính khách người Việt Nam. Ông nguyên là đại biểu quốc hội Việt Nam khóa XIV nhiệm kì 2016-2021, thuộc đoàn đại biểu Quốc hội tỉnh Bắc Ninh. Trong Đảng Cộng sản Việt Nam, ông từng giữ chức Bí thư Tỉnh ủy Bắc Ninh.

## Xuất thân
Ông sinh ngày 20 tháng 2 năm 1960 tại thôn Chi Hồ, xã Tân Chi, huyện Tiên Du, tỉnh Bắc Ninh. Ông hiện cư trú ở Số nhà 195, đường Nguyễn Gia Thiều, phường Tiền An, thành phố Bắc Ninh, tỉnh Bắc Ninh.

## Giáo dục
- Giáo dục phổ thông: 10/10[2]
- Học viện Nông nghiệp Việt Nam[2]
- Đại học Kinh tế quốc dân Hà Nội[2]
- Tiến sĩ Kinh tế.[2][3]
- Cử nhân lí luận chính trị[2]

## Sự nghiệp
Từ tháng 9-1978 đến tháng 6-1983: Sinh viên trường Đại học Nông nghiệp II, huyện Việt Yên, tỉnh Hà Bắc.
Ông gia nhập Đảng Cộng sản Việt Nam vào ngày 15/5/1983.
Từ tháng 10-1983 đến tháng 7-1987: Cán bộ, chi ủy viên, Bí thư Chi đoàn Ban Nông lâm nghiệp Tỉnh uỷ Hà Bắc.
Từ tháng 8-1987 đến tháng 12-1988: Cán bộ, Ủy viên BCH Tỉnh Đoàn Hà Bắc (Khóa V); Phó Ban Nông công nghiệp Tỉnh Đoàn.
Từ tháng 9-1989 đến tháng 7-1990: Học tại Trường Đoàn cao cấp nước Cộng hòa dân chủ Đức.
- Từ tháng 8-1990 đến tháng 6-1992: Phó Văn phòng, Chánh Văn phòng Tỉnh Đoàn Hà Bắc.
- Từ tháng 7-1992 đến tháng 8-1993: Ủy viên BTV Tỉnh Đoàn (khóa VI) - Trưởng Ban Phong trào thanh niên.
- Từ tháng 9-1993 đến tháng 11-1994: Thường trực BTV Tỉnh Đoàn, Bí thư chi bộ cơ quan Tỉnh Đoàn.
- Từ tháng 12-1994 đến tháng 9-1996: Phó Bí thư Thường trực Tỉnh Đoàn Hà Bắc.
- Từ tháng 9-1996 đến tháng 12-1996: Phó Bí thư Thường trực Tỉnh Đoàn Hà Bắc, học Cử nhân Chính trị tại Học viện Chính trị Quốc gia Hồ Chí Minh, Phó Bí thư chi bộ, lớp phó phụ trách học tập.
- Từ tháng 1-1997 đến tháng 8-1997: Tỉnh ủy viên lâm thời, Bí thư Tỉnh Đoàn Bắc Ninh.
- Từ tháng 9-1997 đến tháng 1-2000: Tỉnh ủy viên, Ủy viên Ban Chấp hành Trung ương Đoàn, Bí thư Tỉnh Đoàn Bắc Ninh.
- Từ tháng 2-2000 đến tháng 1-2001: Tỉnh ủy viên, Bí thư Thị ủy thị xã Bắc Ninh.
- Từ tháng 2-2001 đến tháng 1-2004: Ủy viên BTV Tỉnh ủy, Bí thư Thị ủy thị xã Bắc Ninh.
- Từ tháng 2-2004 đến tháng 4-2008: Ủy viên BTV Tỉnh ủy, Trưởng Ban Tuyên giáo Tỉnh ủy Bắc Ninh.
- Từ tháng 4-2008 đến 13-4-2011: Ủy viên BTV Tỉnh ủy, Phó Chủ tịch Thường trực UBND tỉnh Bắc Ninh
Ông từng là đại biểu hội đồng nhân dân tỉnh Bắc Ninh khóa 15, nhiệm kỳ 2001-2006; nhiệm kỳ 2011-2016.
Ngày 14 tháng 4 năm 2011, trong kỳ họp Hội đồng nhân dân tỉnh Bắc Ninh lần thứ 23, ông Nguyễn Nhân Chiến đã được bầu giữ chức vụ Chủ tịch Ủy ban nhân dân thay ông Trần Văn Túy. Trước đó, vào ngày 13 tháng 4, ông Nguyễn Nhân Chiến - Phó Chủ tịch thường trực UBND tỉnh Bắc Ninh - được bầu làm Phó Bí thư Tỉnh ủy.
Ông trúng cử đại biểu Quốc hội Việt Nam ở Đơn vị bầu cử Số 2: Gồm thị xã Từ Sơn và các huyện: Tiên Du, Yên Phong, được 255.984 phiếu, đạt tỷ lệ 90,24% số phiếu hợp lệ.
Ngày 11 tháng 2 năm 2015, Ban Chấp hành Đảng bộ tỉnh Bắc Ninh khóa 18 bầu ông làm Bí thư Tỉnh ủy Bắc Ninh nhiệm kỳ 2010 - 2015.
Ngày 24 tháng 4 năm 2015, Hội đồng nhân dân tỉnh Bắc Ninh khóa XVII đã bầu ông Nguyễn Nhân Chiến, Bí thư Tỉnh ủy, giữ vị trí Chủ tịch HĐND tỉnh nhiệm kỳ 2011-2016.
Tháng 9 năm 2015 tại Đại hội Đảng bộ tỉnh Bắc Ninh lần thứ XIX, nhiệm kỳ 2015-2020, ông tái đắc cử chức Bí thư tỉnh ủy.
Ngày 26 tháng 1 năm 2016, ông được bầu làm Ủy viên Trung ương Đảng Cộng sản Việt Nam khóa XII.
Tháng 9 năm 2020 tại Đại hội Đảng bộ tỉnh Bắc Ninh lần thứ XX, nhiệm kỳ 2020-2025, ông thôi không tham gia Ban chấp hành, Ban thường vụ tỉnh uỷ và thôi không giữ chức Bí thư tỉnh uỷ Bắc Ninh khoá XX. Người kế nhiệm ông trong chức vụ này là bà Đào Hồng Lan.
Ngày 2 tháng 12 năm 2021, ông nghỉ hưu theo chế độ.
Ngày 24 tháng 1 năm 2024, Cơ quan CSĐT Bộ Công an vừa khởi tố, tạm giam nguyên Bí thư Tỉnh uỷ Bắc Ninh Nguyễn Nhân Chiến về hành vi nhận hối lộ.

## Gia đình
Cha ông là Nguyễn Nhân Ngữ, một cựu tù nhân Côn Đảo, được trả tự do năm 1955. 
Ngày 22 tháng 7 năm 2020, con trai của ông Nguyễn Nhân Chiến, Nguyễn Nhân Chinh (36 tuổi) được Ban Thường vụ Tỉnh ủy Bắc Ninh chỉ định giữ chức Bí thư Thành ủy Bắc Ninh, nhiệm kỳ 2020-2025. Ông Chinh sinh năm 1984, quê xã Tân Chi, huyện Tiên Du, tỉnh Bắc Ninh tốt nghiệp đại học chuyên ngành cờ vua, thạc sĩ quản lý giáo dục. Ông được kết nạp Đảng năm 2011. Sau phản ánh của dư luận rồi yêu cầu của Trung ương, Ban Thường vụ Tỉnh ủy Bắc Ninh đã điều động, bổ nhiệm ông Chinh làm Phó Giám đốc Sở Lao động, Thương binh và Xã hội tỉnh Bắc Ninh vào ngày 6 tháng 8 năm 2020, đến ngày 4 tháng 1 năm 2021 thì ông được bổ nhiệm làm Giám đốc Sở này.
Trong thời gian tại chức, ông Nguyễn Nhân Chiến được cho là đã lợi dụng chức vụ khi bổ nhiệm khoảng 20 người thân thích trong gia tộc, gồm anh chị em ruột, con cháu, thông gia, họ hàng... vào các vị trí lãnh đạo tại địa phương, trên địa bàn do mình quản lý.

## Bê bối
Ngày 24/01/2024, ông Chiến, 64 tuổi, bị Cơ quan Cảnh sát điều tra Bộ Công an (C03) tạm giam để điều tra tội Nhận hối lộ, người phát ngôn Bộ Công an - trung tướng Tô Ân Xô, cho biết.